# Xiomara Blandino
Xiomara Blandino, de son nom complet, Xiomara Gioconda Blandino Artola, née le 10 septembre 1984 à Managua, a été élue Miss Nicaragua 2007. Elle est la 26e Miss Nicaragua. Elle a été élue 2e dauphine au concours Miss Amérique latine 2006. 
Depuis octobre 2010, elle est la directrice de Miss Teen Nicaragua.

## Biographie

### Famille et études
Xiomara Blandino est née le 10 septembre 1984 à Managua, au Nicaragua. Issue d'une famille catholique jésuite, elle est la fille de l'homme d'affaires nicaraguayen, José Dolores Blandino, dit « Don Lolo » et Gioconda Artola. Elle est l'aînée d'une fratrie de deux garçons. Elle a fait ses études en architecture à l'université nationale d'ingénierie à Managua.

### Élection Miss Nicaragua 2007
Xiomara Blandino est élue puis sacrée Miss Nicaragua 2007 le 17 mars 2007  au Théâtre national Rubén Darío de Managua et succède à Cristiana Frixione, Miss Nicaragua 2006. Deux prix lui sont attribués au cours de son élection, Visage d'Avon et Jambes sexys. 

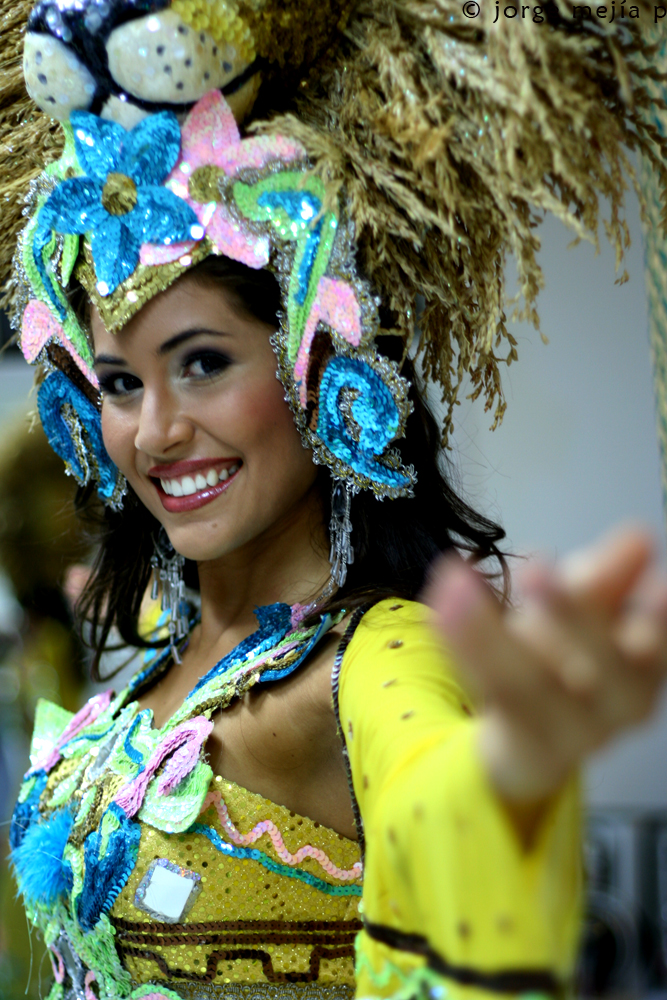
Xiomara Blandino en 2007.

#### Parcours
- 2e dauphine au concours Miss Amérique latine 2006 à Riviera Maya, au Mexique.
- Miss Nicaragua 2007 au Théâtre national Rubén Dario de Managua.
- Top 10 à Miss Univers 2007 au National Auditorium à Mexico au Mexique.
- Candidate à Miss Tourism Queen International 2007 à Hangzhou, en Chine.
- Candidate à Miss Continent américain 2007 à Guayaquil, en Équateur.

### Représentations au Nicaragua et dans le monde
Xiomara Blandino est élue Miss Carnaval 2006 le 17 février 2006 à l'hôtel Holiday Inn Select, à Managua, au Nicaragua. Le jury était composé de Blanca Guardado, Haydée Palacios et Luis Morales Alonso. Sa première dauphine est Silmalila Ramirez et sa deuxième dauphine est Elba María Amador. 
Elle termine 2e dauphine au concours Miss Amérique latine 2006 le 28 juin 2006 à Riviera Maya, au Mexique. C'est le premier podium du Nicaragua depuis la victoire de Ana Sofía Pereira en 1992.
Elle représente le Nicaragua au concours Miss Univers 2007 le 28 mai 2007 au National Auditorium à Mexico au Mexique et se classe dans le top 10. Elle est la deuxième candidate à être entrer dans le classement après Beatriz Obregón Lacayo, classée dans le top 12 en 1977.
Elle participe au concours Miss Tourism Queen International 2007 à Hangzhou, en Chine. Elle est la première candidate nicaraguayenne à participer au concours.
Elle représente de nouveau le Nicaragua à Miss Continent américain 2007 le 30 juin 2007 à Guayaquil, en Équateur. Elle est la deuxième candidate à y être envoyée après Cristiana Frixione. 
Le 23 février 2008, elle transmet son titre de Miss Nicaragua à Thelma Rodríguez, Miss Chinandega, élue Miss Nicaragua 2008.

### Vie privée
Xiomara Blandino a épousé le chanteur nicaraguayen, Mario Sacasa à San Rafael del Sur, à Managua en 2009. Elle donne naissance à son premier enfant, Mario Sébastian le 8 juillet 2011. Il est le second enfant de Mario Sacasa, qui a eu une fille en 2004.